# 36 Eskadra Towarzysząca

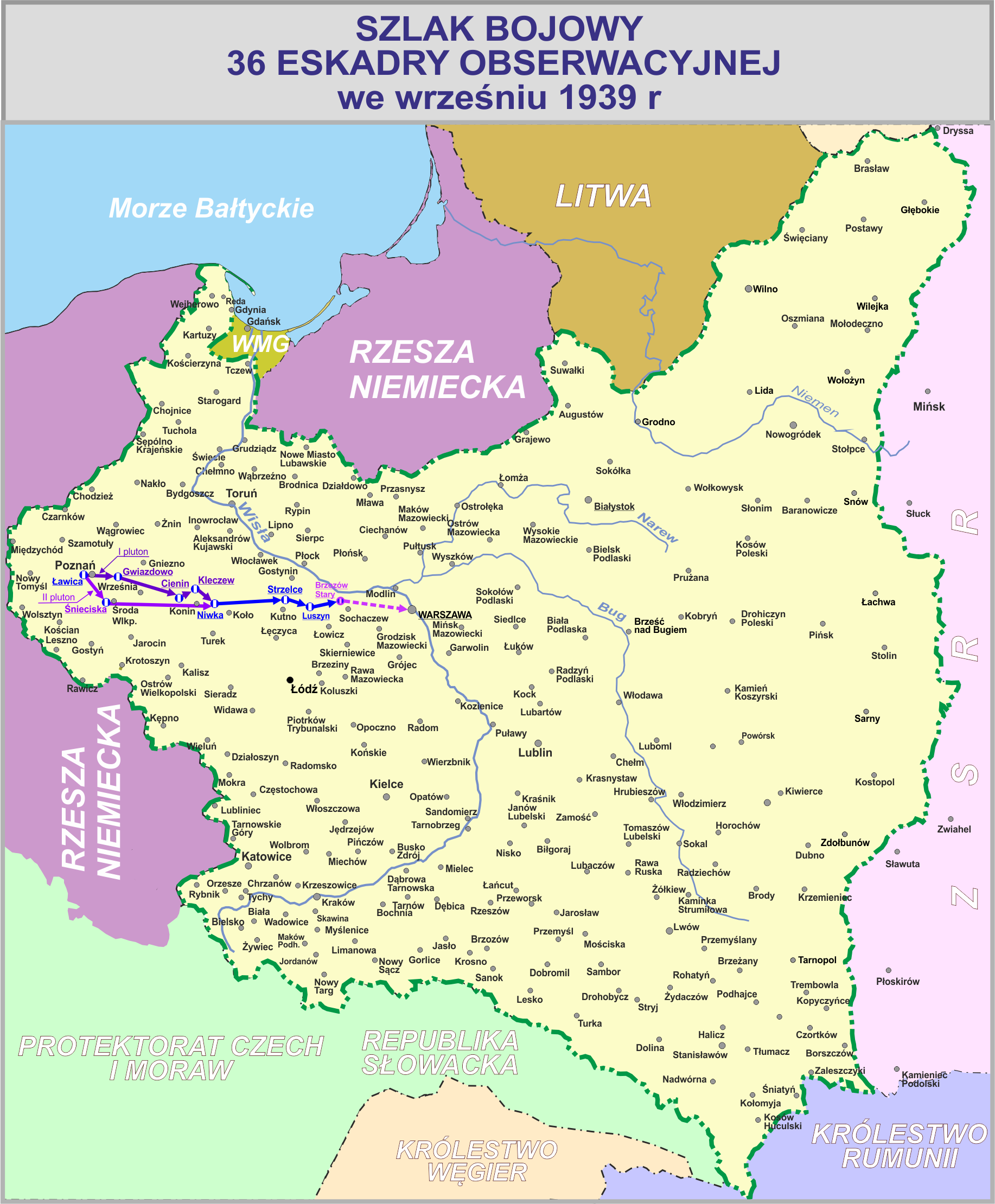

36 eskadra towarzysząca – pododdział lotnictwa Wojska Polskiego w II Rzeczypospolitej.
W 1937 w Poznaniu została sformowana 36 eskadra towarzysząca.
W kampanii wrześniowej jako eskadra obserwacyjna walczyła w składzie lotnictwa Armii „Poznań”.

## Formowanie i szkolenie 36 eskadry towarzyszącej
36 eskadra towarzysząca została sformowana na lotnisku Ławica w Poznaniu na podstawie rozkazu Ministra Spraw Wojskowych L.dz. 4359/tjn. z 19 lipca 1937. Zalążek stanowił III plutonu 33 eskadry towarzyszącej. Personel latający i naziemny pochodził z nadwyżek etatowych innych eskadr liniowych, uzupełnianych z czasem absolwentami Szkoły Podchorążych Lotnictwa, Pułkowej Szkoły Pilotażu oraz absolwentami innych ośrodków specjalistycznego szkolenia lotniczego. Eskadra została podporządkowana dowódcy IV dywizjonu towarzyszącego 3 pułku lotniczego, w jej skład wchodziły dwa plutony lotnicze, a na wyposażeniu znajdowały się samoloty Lublin R-XIIIC.
Okres przełomu roku wykorzystano przede wszystkim na skompletowanie załóg, wyposażenia i obsługi naziemnej, jak również na szkolenie teoretyczne przewidziane dla tego typu jednostek lotniczych.
Pierwszym sprawdzianem wyszkolenia eskadry była szkoła ognia na poligonie Biedrusko.
Latem 1938 eskadra uczestniczyła w dużych ćwiczeniach wojsk lądowych odbywających się na terenie Wielkopolski i Pomorza.

## Działania 36 eskadry obserwacyjnej w 1939
Wzrastające zagrożenie ze strony III Rzeszy Niemieckiej spowodowało, że już w lutym 1939 eskadra odbyła pełny program szkoły ognia. W marcu mobilizowano imiennymi kartami MOB lotników-rezerwistów i wcielono ich do eskadry. Po rozwiązaniu Pułkowej Szkoły Pilotażu przydzielono eskadrze kolejnego pilota.

### Mobilizacja eskadry
Mobilizacja eskadry została przeprowadzona w dniach 24 i 25 sierpnia 1939 na lotnisku Ławica. Samoloty rozproszono na krańcach lotniska. Rzut kołowy pod dowództwem por. obs. Jana Czarkowskiego odjechał na lotnisko Gwiazdowo. 31 sierpnia dołączył do niego rzut powietrzny. Po zakończeniu mobilizacji, eskadra została przemianowana na 36 eskadrę obserwacyjną, a z rozwiązanej 39 eskadry towarzyszącej wcielono kolejnego pilota.
I/36 pluton przydzielony został do dyspozycji dowództwa armii, a II/36 pluton przekazano dowódcy Wielkopolskiej Brygady Kawalerii. Dowódca eskadry pozostał przy I plutonie.

### Działania eskadry w kampanii wrześniowej
W kampanii wrześniowej eskadra walczyła w składzie lotnictwa Armii „Poznań”. Na uzbrojeniu pododdziału znajdowało się siedem samolotów obserwacyjnych Lublin R-XIIID i dwa samoloty łącznikowe RWD-8.
1 września o świcie II/36 pluton odleciał na lotnisko Śnieciska. Dowódca eskadry udał się do Śremu na odprawę u dowódcy Wielkopolskiej BK. Tam otrzymał zadanie stwierdzić, czy w rejonie Rawicza Niemcy przekroczyli granicę. Zadanie wykonała załoga w składzie: por. obs. Jan Wajda i ppor. Kazimierz Rutkowski. Wynik był negatywny. Z podobnym zadaniem wystartowały kolejne załogi: por. obs. Franciszek Tarczyński z kpr. pil. Franciszkiem Andrzejewskim polecieli w rejon Poznań–Zbąszyń, a por. obs. Jan Czarkowski z kpr. Stanisławem Antonowiczem na kierunek Leszno i Bojanowo. Nieprzyjaciel nie przejawiał prawie żadnej ofensywnej działalności. W tym czasie załogi I/36 plutonu: por. obs. Eugeniusz Dybczak i sierż. pil.Stanisław Simiński prowadziły rozpoznanie w rejonie Poznania, a por. obs. Jan Szyszko ze st. sierż. pil. Maksymilianem Kowalewskim w rejonie Szamotuł. Tu też nie wykryto większych sił nieprzyjaciela.
2 września załogi wykonywały podobne zadania. Por. obs. Jan Wajda i ppor. pil. Kazimierzem Rutkowski polecieli w rejon Wschowa–Góra–Wąsocz, stwierdzając, że drogi zatarasowane są uciekinierami podążającymi na wschód.
3 września załogi por. Eugeniusza Dybczaka i ppor. Henryka Szopińskiego rozpoznawały na korzyść dowódcy Podolskiej Brygady Kawalerii na kierunku Oborniki–Szamotuły–Poznań–Zbąszyń–Wronki. Wieczorem I/36 pluton przesunął się na lotnisko Kleczew. W tym dniu II pluton rozpoznawał kierunek południowy. Por. Tarczyński z kpr. Andrzejewskim polecieli w rejon Śrem–Rawicz, a por. Czarkowski z kpr. Antonowiczem rozpoznawali ruch na drogach Śrem–Leszno. Po południu ppor. obs. Zdzisław Mutkowski z kpr. pil. Janem Kosmalą rozpoznawali w rejonie Rawicza. W rejonie Kłodawy własne oddziały przeciwlotnicze zestrzeliły samolot ppor. obs. Cezarego Kowala i plut. pchor. Romana Białasika. Wieczorem II pluton odleciał na lądowisko Cienin.
4 września I/36 pluton rozpoznawał kierunki Poznań, Wronki, Szamotuły, Czarnków. samolot por. obs. Eugeniusza Dybczaka został ostrzelany przez własne pododdziały, w wyniku czego obserwator został ranny. W tym czasie lądowisko II/36 plutonu zostało zbombardowane przez grupę He-111. Strat nie było. Dowódca plutonu por. obs. Jan Wajda wydał rozkaz zmiany lądowiska. W tym dniu lotów bojowych II pluton nie wykonywał.
5 września plutony wykonywały zadania na uprzednich kierunkach. Pod koniec samoloty obu plutonów odleciały do Niwki. W tym czasie eskadra posiadała 6 R.XIII i 2 RWD-8.
6 września załoga por. obs. Tarczyński i kpr. pil. Andrzejewski wykonała 3- godzinny lot nad terenem zajętym przez Niemców.

Por. Tarczyński tak opisuje lot:

Otrzymałem rozkaz rozpoznania kierunku Konin–Września–Środa–Kościan i dalej w kierunku do Zbąszynia. Obszar ten był już opuszczony przez nasze wojska i my musieliśmy stwierdzić, gdzie znajdują się obecnie oddziały niemieckie. Przyznaję, że obaj – i ja i pilot – mieliśmy „dusze na ramieniu”. Lot samotny na trasie około 250 km w kierunku na zachód nie należał do najłatwiejszych. Artylerii nie baliśmy się, ale spotkanie ze szwabskimi myśliwcami wiadomo jakby się skończyło. Tam i z powrotem, to dwie i pół godziny lotu! Pogoda była dobra, widoczność milion na milion. Postanowiłem lecieć na wysokości 500 metrów, naturalnie wzdłuż dróg. Obserwowaliśmy je dokładnie. Powoli mijały pierwsze minuty lotu. We Wrześni i w Środzie nic podejrzanego nie stwierdziliśmy, ale koło Kościana ostrzelano nas z działek ukrytych pod drzewami przy jednej z szos. Odskoczyliśmy w bok i skierowaliśmy się na Zbąszyń. Tam było spokojnie i zauważyłem tylko jakiś mały oddział opuszczający miasto na samochodach. Zatoczyliśmy koło nad miastem i jeziorem w kierunku południowym. Mieliśmy zapas benzyny w zbiorniku, postanowiłem więc spenetrować rejon wzdłuż granicy w kierunku na Leszno i Rawicz. Przed Lesznem zeszliśmy tuż nad ziemię, bo na szosie zauważyłem dużo samochodów niemieckich. Pełno ich było również na rynku. Postanowiłem zobaczyć co się dzieje w Rawiczu. Tam też znajdowało się dużo zmechanizowanego sprzętu. Niemcy nie zwracali na nas uwagi i nie otwierali ognia; widocznie sądzili, że przy ich całkowitym panowaniu w powietrzu nie mógł się znaleźć w tym rejonie żaden polski samolot. Za Rawiczem skręciliśmy na Pleszew, gdzie również dostrzegliśmy wiele niemieckich oddziałów wojskowych. W pewnym momencie znaleźliśmy się w zasięgu silnego i dosyć celnego ognia z ziemi. Pilot wykonał unik i zeszedł do lotu koszącego... Był to najwyższy czas, by wracać do bazy. Mimo wszystko mieliśmy szczęście. Tu na południu, w każdej chwili mogliśmy się natknąć na patrolujące „Messery”, ale na szczęście przyjemność spotkania z nimi nas ominęła.

Meldunek z lotu por. obs. Tarczyńskiego trafił do dowódcy Armii „Poznań”, ale postrzelany samolot nie nadawał się już do dalszego użytku.
7 września wykonano zadania rozpoznawcze na kierunku zachodnim. Lotnikom bardzo dokuczała obrona przeciwlotnicza i to zarówno niemiecka, jak i polska.
8 września eskadrę oddano do dyspozycji sztabu Grupy Operacyjnej gen. Knolla-Kownackiego. Załogi rozpoczęły intensywne loty na przewidywanym kierunku uderzenia.
9 września latano w rejon Stryków–Brzeziny–Łódź–Poddębice–Warta. W tym dniu ppor. Kazimierz Rutkowski odleciał na RWD-8 z porucznikiem żandarmerii do sztabu w Piasecznie. Lecąc nad Pruszkowem, samolot został ostrzelany przez Heinkla 46 i lądował przygodnie z uszkodzonym podwoziem. Pilot nie wrócił już do eskadry.
10 września eskadra dysponowała 4 samolotami typu R-XIII. W tym dniu eskadra wykonała 2 zadania na korzyść sztabu Grupy Operacyjnej gen. Knolla-Kownackiego.
11 września w rejon walk polecieli ppor. obs. Zdzisław Mutkowski i kpr. pil. Czesław Przewoźny. Załoga została zestrzelona nad Wolą Miłkowską. Ppor. Mutkowski poległ, a pilot uratował się skokiem ze spadochronem. W tym czasie ppor. obs. Szopiński z kpr. pil. Antonowiczem prowadzili rozpoznanie w rejonie Ozorków–Głowno. Obaj lotnicy odnieśli rany od ognia OPL. Pomimo postrzałów, powrócili na lotnisko i złożyli meldunek rozpoznawczy.
W dniach 12–14 września eskadra pracowała na korzyść dowództwa armii. Ze względu na wzrastającą aktywność Luftwaffe w obszarze operacyjnym Armii „Poznań”, warunki prowadzenia rozpoznania znacznie pogorszyły się.
14 września eskadra przeniosła się na lądowisko Luszyn skąd wykonano dwa loty rozpoznawcze.
15 września eskadra przeniosła się na lądowisko Brzozów Stary. Lotów bojowych nie wykonywano. W tym dniu eskadra posiadała 2 R-XIII. Samolot łącznikowy RWD-8 przekazano do plutonu łącznikowego.
16 września wykonano tylko jeden lot łącznikowy.
17 września z Brzozowa w kierunku przedmościa rumuńskiego wystartowały dwie załogi. Załoga: kpt. Dorembowicz i st. sierż. Stanisław Simiński została ostrzelana przez Niemców w rejonie Brześcia i musiała awaryjnie lądować.
Ciężko ranny kpt. Bolesław Dorembowicz znalazł się w szpitalu, a pilotowi udało się zbiec. Lecący drugim R-XIII por. obs. Jan Szyszko z kpr. pil. Franciszkiem Andrzejewskim z braku paliwa, lądowali pod Chełmem i uszkodzili samolot. Załoga różnymi środkami lokomocji przedostała się do Rumunii. Pozostały w Brzozowie personel eskadry przebijał się z okrążenia do Modlina lub Warszawy.
| Działania eskadry | Działania eskadry                                                                                                 | Działania eskadry                                                                                                 | Działania eskadry                                                                                                 |
| ----------------- | --- | --- | --- |
|                   | Loty bojowe | w tym łącznikowe                                                                                                  | Zestrzelenia |
| 40                | 5 | 0 | |
| Straty eskadry    | | | |
| Polegli           | ppor. Mutkowski                                                                                                   | ppor. Mutkowski                                                                                                   | ppor. Mutkowski                                                                                                   |
| Ranni             | kpt. Dorembowicz, ppor Szopiński, st. sierż Simiński,                                                             | kpt. Dorembowicz, ppor Szopiński, st. sierż Simiński,                                                             | kpt. Dorembowicz, ppor Szopiński, st. sierż Simiński,                                                             |
| Zaginieni         | por. Tarczyński, ppor. Kowal, ppor. Rutkowski; pchor. Bialasik, kpr. Przewoźny, kpr. Michalak i kpr. Zajączkowski | por. Tarczyński, ppor. Kowal, ppor. Rutkowski; pchor. Bialasik, kpr. Przewoźny, kpr. Michalak i kpr. Zajączkowski | por. Tarczyński, ppor. Kowal, ppor. Rutkowski; pchor. Bialasik, kpr. Przewoźny, kpr. Michalak i kpr. Zajączkowski |
| Samoloty          | | | |
| Stan              | Uzupełnienie | Zniszczone | Ewakuacja |
| 7 Lublin R-XIIID  | 0 | 7 | 0 |

## Personel eskadry
| Stopień   | Imię i nazwisko      | Okres pełnienia służby |
| --------- | -------------------- | ---------------------- |
| kpt. obs. | Józef Łachwa         | 1937 – 1938            |
| kpt. obs. | Bolesław Dorembowicz | IX 1938 – 1939         |

| Stanowisko    | Stopień, imię i nazwisko                     | Przydział we wrześniu 1939 |
| ------------- | -------------------------------------------- | -------------------------- |
| dowódca       | kpt. Bolesław Dorembowicz                    |                            |
| dowódca I/36  | por. Jan Tadeusz Szyszko                     |                            |
| dowódca II/36 | por. Roman Szczepaniuk                       |                            |
| obserwator    | por. Eugeniusz Dybczak                       |                            |
| obserwator    | por. Franciszek Tarczyński                   |                            |
| obserwator    | ppor. Zdzisław Kazimierz Mutkowski vel Mutko |                            |
| obserwator    | ppor. Henryk Szopiński                       |                            |

| Stanowisko      | Stopień imię i nazwisko | Stopień imię i nazwisko |
| --------------- | --- | --- |
| dowódca eskadry | kpt. obs. Bolesław Dorembowicz | kpt. obs. Bolesław Dorembowicz |
| szef eskadry    | st. sierż. Bolesław Michalski | st. sierż. Bolesław Michalski |
|                 | I pluton | II pluton |
| dowódca plutonu | por. obs. Jan Szyszko | por. obs. Jan Wajda |
| obserwatorzy    | por. obs. Eugeniusz Dybczak ppor. obs. Henryk Szopiński ppor. obs. rez. Cezary Kowal                                                             | por. obs. Jan Czarkowski por. obs. Franciszek Tarczyński ppor. obs. Zdzisław Mutkowski                                                           |
| piloci          | st. sierż. Maksymilian Kowalewski sierż. pil. Stanisław Simiński kpr. pil. Czesław Przewoźny kpr. pil. Jan Szczeciński pchor. rez. pil. Białasik | ppor. pil. Kazimierz Rutkowski kpr. pil. Franciszek Andrzejewski kpr. pil. Stanisław Antonowicz kpr. pil. Jan Kosmala kpr. pil. Stanisław Malisz |
| szef mechaników | st. majster wojsk. Suchenek | st. majster wojsk. Franciszek Materla |

## Samoloty eskadry
We wrześniu 1939 na uzbrojeniu eskadry znajdowało się 7 samolotów Lublin R.XIII i dwa RWD-8.

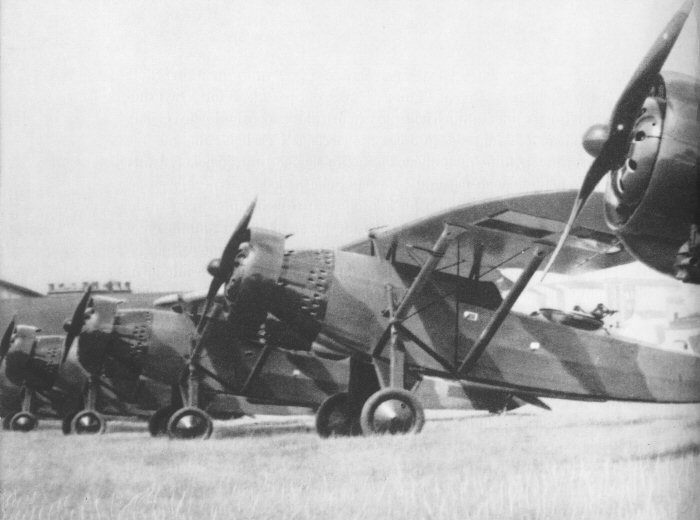
Lublin R.XIII (1937–1939)
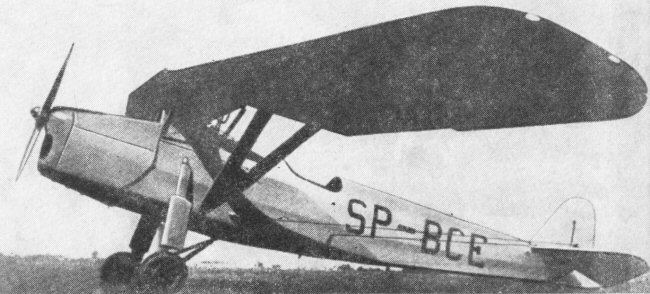
RWD-8 (łącznikowy)